# Ikonoklazem
Ikonoklazem (grško starogrško εικών [eikón, ikon] = podoba; starogrško κλαστειν [klastein] = razbijati; v nekaterih slovanskih jezikih tudi ikonoborstvo) je versko gibanje usmerjeno proti izdelavi in čaščenju svetih podob (ikon). 
Pripadniki tega gibanja se imenujejo ikonoklasti (dobesedno razbijalci ikon). V |8. stoletju so krščanski ikonoklasti dobesedno razbijali svete podobe, danes pa ikonoklazem razumemo bolj v smislu nasprotovanja in ne dejanskega fizičnega uničevanja. 
Nasprotno gibanje, ki zagovarja čaščenje svetih podob, se imenuje ikonodulstvo ali ikonodulija.
Nasprotovanje svetim podobam je aktualno v vseh religijah, ki priznavajo Sveto pismo stare zaveze, to so judovstvo, krščanstvo in islam. V Drugi Mojzesovi knjigi namreč najdemo zapisanih deset zapovedi, ki se začnejo z besedami:

Tedaj je Bog govoril vse te besede in rekel:
 
»Jaz sem GOSPOD, tvoj Bog, ki sem te izpeljal iz egiptovske dežele, iz hiše sužnosti. Ne imej drugih bogov poleg mene! Ne delaj si rezane podobe in ničesar, kar bi imelo obliko tega, kar je zgoraj na nebu, spodaj na zemlji ali v vodah pod zemljo! Ne priklanjaj se jim in jim ne služi,...« (2 Mz 20,1-5)

Te besede si verniki razlagajo v različnih stopnjah:
- Najstrožje nasprotovanje podobam: popolna prepoved izdelovanja in sploh kakršnegakoli stika s slikami, kipi in drugimi izdelki  upodabljajoče umetnosti. Tak odnos do ikon je znan pri nekaterih skupinah stogo pravovernih Judov in muslimanov. Njihovo zavračanje podob je tako skrajno, da nasprotujejo celo slikam v dnevnem časopisju, fotografiji v potnem listu, igračam v podobi človeka ali živali ipd. Po navadi nasprotujejo tudi televiziji in filmu.
- Nasprotovanje nabožnim podobam: dovoljene so slike iz vsakdanjega življenja in iz čisto praktičnih potreb (na primer fotografije v časopisu, televizija, film, ipd), prepovedane pa so podobe z versko vsebino (upodobitve Boga, angelov, svetnikov, ipd). V to skupino spada velika večina Judov in muslimanov, pa tudi nekateri kristjani.
- Nasprotovanje čaščenju nabožnih podob: dovoljene so podobe (slike, kipi) vseh vrst, tudi upodobitve Boga in svetnikov, prepovedano pa je take podobe častiti in jim pripisovati nadnaravne lastnosti. To mnenje je zelo razširjeno med kristjani.

## Krščanski ikonoklazem
V začetku 8. stoletja so bile v krščanstvu že precej pogoste upodobitve 
Jezusa. Velikokrat je šlo kar za popravljene starejše upodobitve Zevsa ali katerega od drugih grško-rimskih bogov. Takrat so nekateri kristjani začeli trditi, da je za celo vrsto neprijetnih dogodkov (pohod islama, izbruh vulkana na Theri ipd) krivo javno čaščenje ikon. Bizantinski cesar Leon III. je zato okoli leta 730 izdal edikt, ki  je prepovedal čaščenje ikon (dovoljeval pa je upodabljanje križa in celo čaščenje cesarjevih slik). Rimski papež Gregor III. je temu nasprotoval. Kljub temu je Leonov sin cesar Konstantin V. nadaljeval z zaplenjanjem ikon. Takrat se izkazalo, da ima zaplenjanje ikon tudi čisto ekonomsko ozadje: z zaplenjenim premoženjem so financirali obrambo pred islamom. 
Konstantin V. je sklical tudi ekumenski koncil, ki je potrdil prepoved čaščenja ikon, vendar pa so pozneje ta koncil 
razglasili za neveljaven. 
Proti Konstantinu V. so nastopali zlasti menihi. Samostani so bili takrat prava središča ikonodulije: bili so polni dragocenih podob in menihi so zelo radi častili svetnike in njihove podobe. Čaščenje  podob je v svojih delih močno podprl ugledni sirski menih Janez Damaščan. Konstantin V. je ostro nastopil proti samostanom, zaplenil njihovo premoženje (ali pa ga je preprosto vrgel v morje) in začel nasprotovati tudi čaščenju svetnikov.
Boji in prepiri med ikonoklasti in ikonoduli so se nadaljevali do leta 787, ko so na Drugem nicejskem koncilu zavrnili ikonoklazem in sprejeli salomonsko rešitev: dovoljeno je izdelovati podobe, dovoljeno je s posredovanjem podob častiti Boga, ni pa dovoljeno častiti podob kot takih - podobe same po sebi ne vsebujejo nobene svetosti. Prav tako je dovoljeno tudi čaščenje (starogrško δουλια [dulija]) svetnikov, ni pa jih dovoljeno moliti kot Bogu enake (grško: starogrško λατρια [latrija]).
Drugo obdobje ikonoklazma je bilo manj intenzivno in je trajalo od leta 814 do 842. Po tem se ikonoklazem v krščanstvu dolgo ni več pojavljal. Od takrat naprej v pravoslavnih Cerkvah na prvo postno nedeljo praznujejo praznik zmage pravoslavja (zmage nad ikonoklasti).
Vprašanje ikonoklazma se je v zahodnem krščanstvu spet pojavilo ob nastanku protestantizma. Začetniki protestantizma so trdili, da je treba Božjo zapoved »Ne delaj si rezane podobe« jemati resneje. Poleg tega so tudi trdili, da katoličani v resnici ne razlikujejo med dulijo in latrijo, zato so nastopili tudi proti čaščenju svetnikov. V 16. stoletju so protestanti uničili veliko svetih podob v Zürichu (1523), Københavnu (1530), Münstru (1534) itd. Velja pa pripomniti, da niso vsi protestanti tudi zagovorniki uničevanja ikon. Martin Luter je trdil, da podobe niso nič slabega, če le ne pretiravamo z njimi. V luteranskih (evangeličanskih) cerkvah je po navadi oltarna slika in nič več.